# Automeris banus
Pour les articles homonymes, voir Banus.
Espèce
Automeris banus est une espèce de papillons de la famille des Saturniidae.

## Liste des sous-espèces
Selon BioLib (28 octobre 2018) :
- sous-espèce Automeris banus argentifera Lemaire, 1966
- sous-espèce Automeris banus banumediata Brechlin & Meister, 2011
- sous-espèce Automeris banus banus Boisduval, 1875
- sous-espèce Automeris banus proxima Conte, 1906